# Barrington Irving

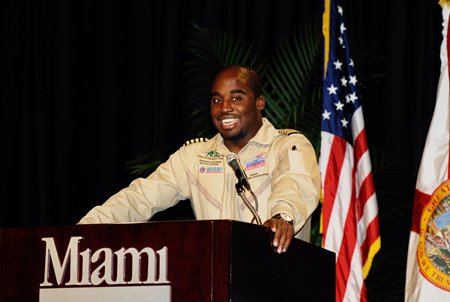
Barrington Irving, 2008

Barrington Antonio Irving (* 11. November 1983 in Kingston, Jamaika) ist ein US-amerikanischer Pilot.
Von 2007 bis 2012 hielt er den Rekord als jüngster Pilot einer Weltumrundung im Alleinflug. Danach wurde sein Altersrekord vom Schweizer Carlo Schmid unterboten.